# Prislop (gmina Cornereva)
Prislop – wieś w Rumunii, w okręgu Caraș-Severin, w gminie Cornereva. W 2011 roku liczyła 86 mieszkańców. 